# Sharon den Adel
Sharon Janny den Adel (* 12. července 1974 Waddinxveen, Jižní Holandsko, Nizozemsko) je nizozemská zpěvačka a skladatelka, známá jako členka symphonic metalové skupiny Within Temptation.
Od 14 let vystupovala s mnoha skupinami, včetně blues rockové skupiny Kashiro, než se roku 1996 připojila k Within Temptation.
V roce 2017 založila svůj sólový projekt My Indigo, se kterým o rok později vydala stejnojmenné debutové album. Materiál na desce je dle den Adel „velmi osobní“, skládáním písní se vyrovnávala s blíže neuvedenou rodinou krizí.
Sharon spolupracovala s několika dalšími interprety, jako je například Armin van Buuren, After Forever, De Heideroosjes a Delain. S DJ Arminem van Buurenem nazpívala známou písničku „In and Out of Love“.

## Osobní život
Adel formálně nikdy nestudovala hudbu. Cvičila 3 až 4 hodiny denně.
Dne 7. prosince 2005 se jí a jejímu příteli kytaristovi Robertu Westerholtovi narodila dcera Eva Luna. Během turné „The silent force“ dne 22. února 2009 oznámila, že je těhotná podruhé. Oficiální web skupiny pak 1. června 2009 oznámil narození Robina Aidena Westerholta. Byl narozen předčasně, po 32 týdnech a 6 dnech
26. listopadu 2010 Adel oznámila, že čeká třetí dítě. Kvůli komplikacím při jejích minulých těhotenstvích bylo turné v roce 2011 odloženo z jara na podzim, aby nedošlo k ohrožení třetího očekávaného dítěte.
V dnešní době žije blízko města Gouda v Nizozemsku, ale žila už i v mnoha jiných zemích. Má dvě kočky se jmény Haplo a Lola. Zpěvačka nejí červené maso. Před tím, než se stala profesionální zpěvačkou, pracovala pro módní společnost. Po úspěchu, který přinesla „Ice Queen“, byla nucena své práce nechat, avšak své odborné znalosti módy stále uplatňuje. 

## Diskografie
- My Indigo (2018)